# Hermann Wurffbain
Hermann Theodor Reinhard Wurffbain (geboren 30. Juni 1804 in Breslau oder 30. Juni 1805 in Trachenberg; gestorben 24. Oktober 1889 in Arnstadt) war ein preußischer Wasserbauingenieur und Geheimer Königlicher Regierungs- und Baurat, der Flussregulierungen und Meliorationen plante und leitete. 

## Leben
Zu Wurffbains Geburtsort und Geburtsjahr liegen widersprüchliche Angaben vor. Er selbst gab 1873 an, 1804 in Breslau geboren zu sein. Laut dem Grabstein wurde er 1805 geboren; dieses Geburtsjahr und der Geburtsort Trachenberg werden im Nachruf der Bauverwaltung genannt. Gesichert ist, dass Wurffbain zunächst in Trachenberg aufwuchs, wo sein Vater als praktischer Arzt und Chirurg tätig war. Später zog die Familie nach Breslau, wo Wurffbain das Reformierte Gymnasium besuchte. Nach dem Tod des Vaters 1816 zog die Mutter mit ihren beiden Söhnen nach Berlin. Dort bestand Wurffbain am Joachimsthalschen Gymnasium das Abitur.
Nach dem Abitur leistete Wurffbain 12 Monate Militärdienst in einer Pioniereinheit und wurde von einem Verwandten in bautechnischen Fächern unterwiesen. Im Dezember 1825 bestand er die Staatsprüfung zum Land- und Forstgeometer. Anschließend studierte er an der Berliner Bauakademie und der dortigen Universität und legte im Dezember 1828 die Prüfung als Baumeister für den Staatsdienst ab. Während seiner Studienzeit war er an der Gründung des Berliner Architektenvereins beteiligt.
Bis 1847 arbeitete Wurffbain an verschiedenen Hochbau- und Verkehrsprojekten, beispielsweise an der zunächst nicht realisierten Weichselbrücke bei Dirschau und an der Berlin-Stettiner-Eisenbahn.
1847 wurde Wurffbain mit dem Entwurf und Bau des Boker-Heide-Kanals beauftragt, der in der Westfälische Bucht zwischen Paderborn und Lippstadt verläuft. Der 32 Kilometer lange Kanal entnimmt der Lippe Wasser; sein Zweck war die Anlage von Wässerwiesen. Das teils aus sandiger Heide, teils aus sumpfigen Niederungen bestehende Gebiet war zuvor kaum landwirtschaftlich nutzbar gewesen. Nach der Fertigstellung 1853 zeigten sich Mängel, so hatte Wurffbain die notwendige Wassermenge unterschätzt, auch fehlten Gräben, die das Wasser von den Wiesen wieder ableiteten. Im März 1853 empfing König Friedrich Wilhelm IV. Wurffbain und ließ sich über die Arbeiten berichten.
1854 wurde Wurffbain in die preußische Provinz Sachsen mit Dienstsitz in Erfurt versetzt. Dort war er bis 1865 mit der Regulierung der Unstrut und der Melioration ihres Tales betraut. Der Fluss verursachte häufige Überschwemmungen, die Talaue war vernässt und nur sehr eingeschränkt landwirtschaftlich nutzbar. Wurffbains Arbeiten konzentrierten sich auf den Oberlauf zwischen Bollstedt und Merxleben sowie den Unterlauf zwischen Bretleben und Nebra; die im Mittellauf vorgesehenen Maßnahmen scheiterten offenbar am Widerstand der Anwohner.
Ab 1869 war Wurffbain an der Planung und dem Bau des Elbe-Umflutkanals mit dem Pretziener Wehr beteiligt, die dem Schutz der Städte Magdeburg und Schönebeck vor Hochwasser der Elbe dienten. Das Pretziner Wehr war bei seiner Fertigstellung 1875 das größte Schützenwehr Europas; es wurde 2016 als Historisches Wahrzeichen der Ingenieurbaukunst in Deutschland ausgezeichnet.
Wurffbain war an der Planung und dem Bau weiterer Flussregulierungen vor allem im Raum Thüringen, aber auch in Westfalen beteiligt. Als er 1877 sein 50. Dienstjubiläum feierte und kurz darauf in den Ruhestand trat, zeichnete ihn Preußen mit dem Königlichen Kronenorden 2. Klasse aus. Arnstadt, wo Wurffbain seit den 1860er Jahren wohnte, ernannte ihn zum Ehrenbürger. Wurffbain starb im Oktober 1889; er hinterließ seine Ehefrau Auguste Wurffbain, geborene Lippehn (1811–1891).
Der Historiker Mathias Deutsch charakterisiert Wurffbain als äußerst zielstrebigen Menschen, den eine enorme Produktivität und ein ausgeprägtes Durchsetzungsvermögen auszeichneten. Dabei habe er seine dienstlichen sowie persönlichen Verbindungen zu ranghohen Staatsbeamten geschickt genutzt. Wurffbains leidenschaftlich-impulsive Art und sein sehr selbstbewusstes Auftreten führten häufig zu Konflikten, so Deutsch.

## Schriften
- Ueber das Meliorations=Project im Thale der Unstrut in Thüringen. In: Archiv für Landeskunde der Preußischen Monarchie. 1(1855), Band 1, S. 164–186.
- Nachrichten über Landes-Meliorationen, insbesondere über die Melioration der Boker-Heide in der Provinz Westphalen. Ernst & Korn, Berlin 1856 (Digitalisat).
- Die Melioration des Münsterlandes. Mit einer hydrographisch=geognostischen Uebersichts=Karte. In: Archiv für Landeskunde der Preußischen Monarchie. 2(1858), Band 2, S. 305–367 (Digitalisat).